# Thémis (centrale solaire)
Pour les articles homonymes, voir Thémis (homonymie).
Thémis est une centrale solaire thermodynamique qui a produit de l'électricité pour le réseau Électricité de France (EDF) de 1983 à 1986. Située en Cerdagne à Targasonne dans les Pyrénées-Orientales, elle a été réhabilitée depuis 2004, pour devenir Thémis Solaire Innovation un centre de recherche et de développement consacré à l'énergie solaire.

## Localisation
La centrale de  Thémis, propriété du Conseil départemental des Pyrénées-Orientales, a été implantée stratégiquement en Cerdagne, pour ses conditions météorologiques qui sont très favorables au développement de l'utilisation de l'énergie solaire.
La Cerdagne bénéficie d'une exposition de près de 2 400 heures de soleil par an, un vent très faible limitant les temps de non-fonctionnement des installations de la centrale, et se situe à une altitude (1 650 à 1 690 m) favorisant la réception du rayonnement solaire direct. L'inclinaison du terrain choisi pour la centrale se situe entre 6° et 18°, idéale pour une centrale à tour.

## THÉMIS centre de Recherche & Développement
Plusieurs opérations de recherche sont en cours à Thémis et les développements incluent la production d'électricité, à la fois comme Centrale solaire photovoltaïque et comme Centrale solaire thermodynamique,.

### Thémis-PV

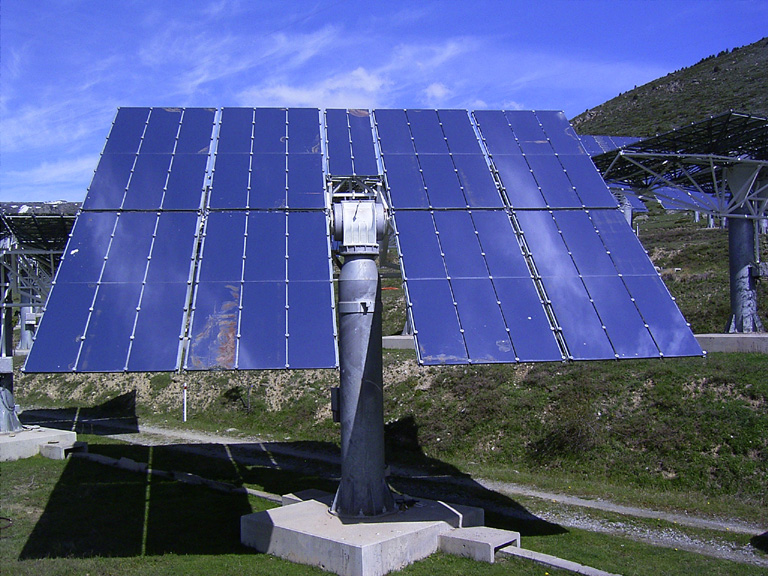
Un héliostat de la centrale solaire Thémis.

L'opération THEMIS-PV, portée par l'entreprise SUNERGIE, a pour objectif de réaliser sur THÉMIS une puissante centrale solaire photovoltaïque : 80 héliostats équipés de 8,8 kWc chacun, soit un total de 670 kWc, produisant annuellement plus de 800 MWh, ce qui correspond à la consommation annuelle d'environ 500 foyers. L'électricité est revendue à EDF.
La mise en place de ce projet est prévue en 2 phases :
- phase 1 (2007) : équipement de 4 héliostats pilotes afin de permettre d'établir les conditions techniques et économiques de définition, conception, mise en œuvre et validation du projet THÉMIS-PV ; les premiers kWh ont ainsi été produits dès octobre 2007[4] ;
- phase 2 (2012) : équipement et mise en fonctionnement des 80 héliostats[5].

### CNRS: laboratoire PROMES
Depuis 2006, le laboratoire PROMES (PROcédés Matériaux et Énergies Solaires) du CNRS exploite la tour solaire et 107 héliostats comme plateforme de recherche sur le solaire à concentration à taille industrielle, complétant les travaux faits sur le site d'Odeillo avec le Grand Four Solaire.
Différents projets ont eu lieu ou sont en cours sous le pilotage de ce laboratoire, dont :

#### PÉGASE
Le programme PEGASE (Production d'Électricité par turbine à Gaz et Énergie Solaire) vise à remettre en place sur le site de THÉMIS une boucle thermodynamique telle qu’elle existait à l’origine mais en l’améliorant. Il s'agit plus précisément de réaliser et tester un système hybride solaire/gaz d'une puissance électrique de l'ordre de 1,2 Mégawatt, utilisant la chaleur solaire pour surchauffer l'air entrant dans une turbine à gaz. Le dispositif a pour but d'ouvrir la voie vers des centrales solaires présentant un meilleur rendement (30 % et plus) utilisant des cycles combinés solaire/gaz. Ce programme a inclus une rénovation du champ d'héliostats afin d'y déployer un nouveau système de contrôle commande dérivé de celui des astrophysiciens de l'IN2P3 ainsi qu'une rénovation optique (remplacement des miroirs cassés, réglages optiques…).

#### NextCSP
Le projet européen NextCSP est également piloté par le laboratoire PROMES-CNRS (financement européen). Cousin alternatif du projet Pégase, il utilise la même turbine et la même tour pour tester un système hybride solaire/gaz de 1,2 MW, mais en utilisant un tout autre fluide pour collecter l'énergie solaire et surtout pouvoir la stocker : le récepteur solaire chauffe des particules à plus de 800 °C qui sont déplacées entre 2 réservoirs, l'un froid et l'autre chaud, et un échangeur pour surchauffer l'air vers 700 °C pour alimenter la turbine à gaz.

#### CLÉ-DE-SOL
En 2021 et 2022, le projet CLÉ-DE-SOL (financement européen FEDER région Occitanie) est mené notamment principalement sur le site de Thémis. L'objectif majeur est d'améliorer la performance de la plateforme pour héberger les procédés à tester. À ce titre, une rénovation complète des 107 héliostats utilisés par le CNRS a été menée : entretien mécanique, nouvelle alimentation électrique, nouveau système de communication, mise à jour des logiciels… Des travaux pour déterminer finement la puissance solaire concentré disponible sont également menés.

### Censol-PV
Projet de la société EDF Énergies Nouvelles.
Il s’agit de l’implantation d’une nouvelle génération d'héliostats qui, en couplant le suivi du soleil à un système de concentration de l'intensité lumineuse, augmentera très sensiblement les rendements de la production d'électricité des modules photovoltaïques.
Cette opération a pour but de développer ce type d'innovation technologique qui permettra d'améliorer la faisabilité technico-économique des centrales solaires photovoltaïques et génèrera un fort développement de cette filière qui constitue aujourd’hui une véritable alternative aux énergies fossiles polluantes.

### Eneovia Thémis
StratègEco Solar souhaite implanter en conditions réelles, sur le site de Thémis, une centrale solaire utilisant la technologie des couches minces (amorphe et micromorphe). Cette dernière permet de diminuer fortement la dépendance au silicium, de capter un spectre de lumière plus large et d'améliorer le rendement. Grâce à ces nouvelles cellules, l'entreprise espère ainsi réaliser une augmentation du rendement de 50 % par rapport à la technologie du silicium amorphe. Par ailleurs, le temps de retour sur investissement énergétique, c'est-à-dire le temps d'exploitation du matériel permettant de compenser l'énergie dépensée pour sa propre production, est significativement réduit sur ce type de technologie (de 3  à   4 ans pour la filière silicium cristallin, contre 1  à   2 ans pour la technologie des couches minces).

### PHOC PV
NUR ENERGIE SAS, société de développement de centrales électriques solaires, va installer sur le site de Thémis différentes installations pilotes de technologies dites « photovoltaïques concentrées » qui permettent de concentrer entre 600  et   1 200 fois l'intensité du rayonnement lumineux sur des cellules photovoltaïques qui produisent de l'électricité. Cette opération constituera un site pilote unique en Europe.

### Opérations en préparation

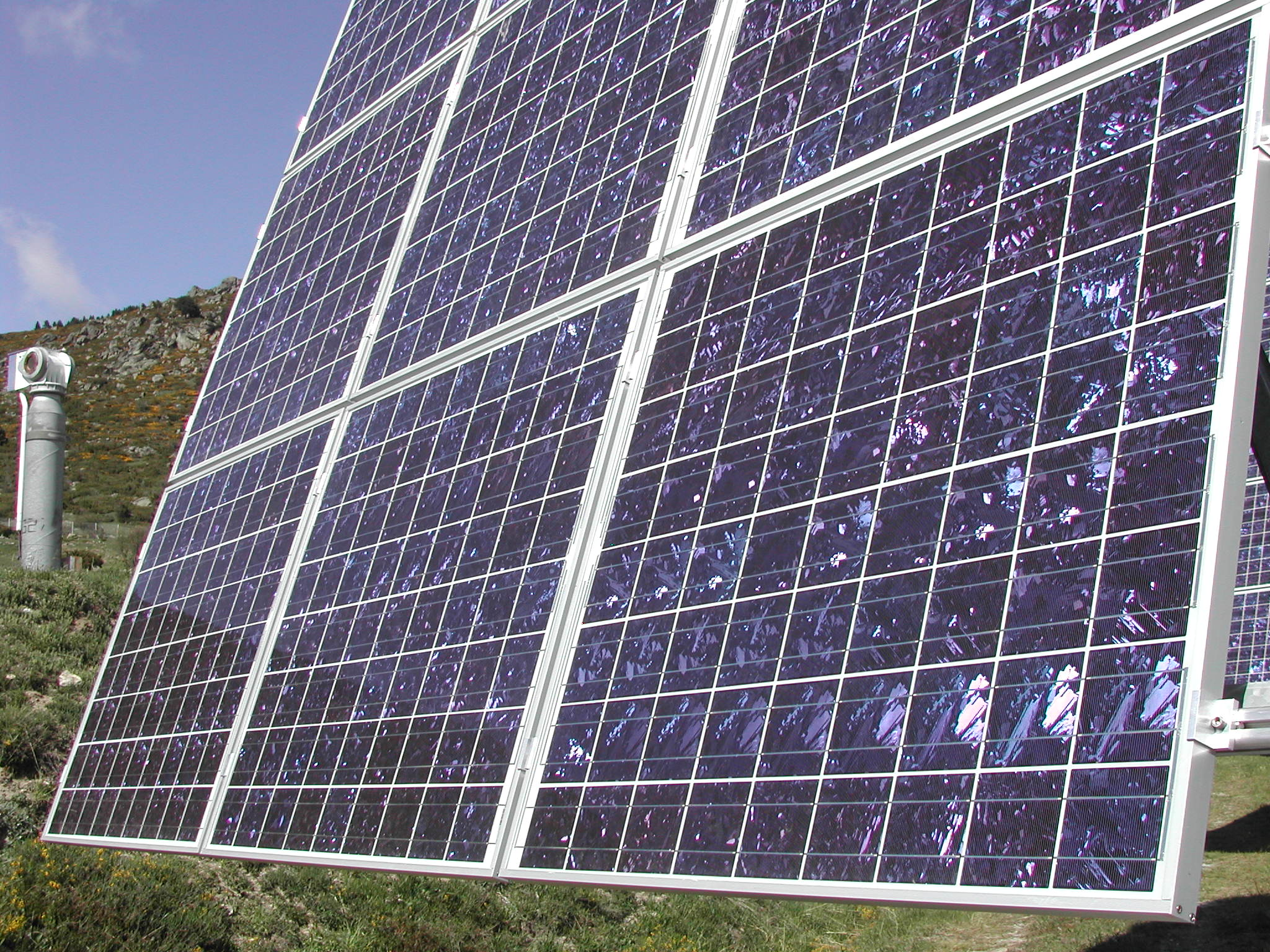
Un panneau photovoltaïque de la centrale solaire Thémis.

La société Four Solaire Développement a monté un projet d'expérimentation de la production artisanale de fours solaires en partenariat avec le CNRS et le four solaire de Mont-Louis (Pyrénées-Orientales).
Par ailleurs, de nombreuses autres entreprises ont pris contact avec le Conseil Général[Lequel ?] dans la perspective de leur installation future sur le site de THÉMIS[réf. nécessaire].

## L’histoire de THÉMIS

### Les origines
En France, les centrales électro-solaires à tour sont étudiées depuis 1976 par le Centre national de la recherche scientifique (CNRS), et Électricité de France (EDF) sous le nom de programme THEM (Thermo-Hélio-Électrique-Mégawatt).
Le 30 septembre 1977, le Conseil des ministres décide de la construction de la centrale THEM1, dans les Pyrénées-Orientales et le 20 juin 1979, de la réalisation de THÉMIS, dans le cadre du programme thermodynamique de conversion de l'énergie solaire.
Le Commissariat à l'énergie solaire (COMES) créé en 1978, le CNRS et EDF proposèrent de construire ensemble un Centre National d'Essais Solaire (CNESOL), où la centrale THÉMIS permettrait d'étudier les systèmes à haute température en utilisant des sels fondus.
Le Conseil général des Pyrénées-Orientales acquiert en 1979 des terrains sur la commune de Targasonne, et conclut un bail emphytéotique avec EDF pour la construction de la centrale électro-solaire THÉMIS.
En octobre 1979, un protocole avec le COMES est signé, désignant EDF comme maitre d'ouvrage et maitre d'œuvre de l'ensemble des travaux.
Créée en mai 1982, l'Agence Française pour la Maîtrise de l'Énergie (AFME) future Agence de l'environnement et de la maîtrise de l'énergie (ADEME) reprend les attributions du COMES.
La Centrale solaire de THÉMIS est inaugurée par EDF en 1983.
Elle devient opérationnelle et emploie 48 personnes. Elle constitue alors une véritable référence internationale en matière de conversion de l'énergie solaire en électricité.
Les technologies et leurs applications développées à THÉMIS seront d'ailleurs reprises avec succès à l’étranger, notamment en Espagne et aux États-Unis.
De nombreuses interruptions ont lieu, et de nombreuses erreurs des scientifiques sont générées avec l’absence de moyens informatiques[citation nécessaire]. Le coût trop élevé des réparations, une production faible et un pétrole à nouveau à prix raisonnable conduisent à l’arrêt du financement de la centrale par EDF en septembre 1986.

### La recherche en astrophysique
Des astrophysiciens prennent alors le relais et installent, sur les socles mobiles des héliostats, des dispositifs destinés à la détection des rayons cosmiques. De 1987 à 2004, le site de Thémis est mis à disposition du CNRS (via l'IN2P3), du CEA et du CERN, qui tentent et réussissent à détecter le rayonnement gamma de très haute énergie produit par les objets astrophysiques, à partir du rayonnement Čerenkov produit par les particules secondaires créées dans l'atmosphère. Le site accueillera ainsi successivement les télescopes Thémistocle et ASGAT (1987-1996), CAT (Čerenkov Array at Thémis, 1996-2000) et enfin Céleste (2000-2004).

### Le renouveau de l'énergie solaire en France
Le Conseil Général décide, par délibération du 24 février 2003, de lancer deux études permettant de rendre à la centrale THÉMIS son usage premier : la recherche dans les technologies pouvant produire de l’électricité à partir de l'énergie solaire. THÉMIS devient Thémis Solaire Innovation (TSI) un pôle de compétitivité DERBI (Développement des Énergies Renouvelables dans le Bâtiment et l’Industrie).
TSI commence alors sa troisième existence. En 2004, un nouveau projet voit le jour et le Conseil général des Pyrénées-Orientales décide de réhabiliter la centrale solaire pour encourager la recherche dans l'énergie solaire et instaurer un développement touristique nouveau en Cerdagne. Le programme de reconversion du site vise à en faire l'un des premiers sites européens de valorisation solaire multitechnologique.
Ce programme doit répondre à quatre objectifs principaux qui concourront à la revalorisation des installations de THÉMIS en termes de :
- production d'énergie d'origine renouvelable ;
- recherche et développement dans le domaine des nouvelles technologies de l'énergie solaire ;
- développement économique ;
- tourisme industriel et scientifique.

Au total, six projets de recherche et développement ont été ou vont très prochainement être sélectionnés.
Selon le préfet de région, Cyrille Schott, « THÉMIS doit devenir un site majeur en Europe pour la recherche et la production dans le domaine de l’énergie solaire ».
Trente ans après le premier arrêt de la centrale, plusieurs acteurs industriels français se sont positionnés sur cette technologie. Le groupe français Areva a par exemple racheté  en 2010 la société australo-américaine Ausra. En France, Solar Euromed, avait lancé le programme Alba Nova en Corse afin de rattraper le retard industriel accumulé dans ce secteur par les acteurs français. La société a été liquidée en 2016.

## Description du site
Le site de la centrale Thémis couvre une superficie de 102 ha et se structure autour de 4 équipements principaux :
- un champ d’héliostats, structures mobiles équipées de miroirs, qui suivent automatiquement la course du soleil pour réfléchir et concentrer en permanence le rayonnement  solaire sur une cible en haut d’une tour. Sur les 201 prévus initialement, 195 héliostats sont aujourd'hui pleinement utilisables (les 6 autres ayant été démantelés pour les besoins des expériences d’astrophysique) ;

- la tour de 105 mètres de haut, au sommet de laquelle se concentre le rayonnement solaire provenant des héliostats ;

- un bâtiment usine, de 2 315 m2, qui abritait initialement l'ensemble de la centrale électrique et le système de conservation de chaleur. Aujourd’hui, ce bâtiment accueille le public pour les expositions d'été de la Cité des sciences et de l'industrie ;

- un bâtiment de bureaux, qui a abrité jusqu’à l’été 2004 l’équipe du CNRS de l'IN2P3 travaillant sur la détection du rayonnement gamma.

À la suite de leur rénovation terminée en 2014 par le département et la région, le bâtiment usine et le bâtiment bureaux accueillent des entreprises : startups, co-working… ou encore des évènements, dont des visites touristiques.

## Le fonctionnement du système thermodynamique
L'installation est composée de 201 héliostats (miroirs géants orientés vers le soleil) qui concentrent les rayons du soleil vers une tour qui héberge à son sommet un récepteur solaire où circule un fluide caloporteur : des sels fondus lors des essais des années 80. Chauffé par les rayons, celui-ci transférait son énergie à un circuit d'eau. La vapeur alors produite actionnait une turbine, comme dans une centrale thermique.
La tour est désormais utilisée par le laboratoire PROMES-CNRS pour développer de nouveaux procédés de valorisation de l'énergie solaire concentrée grâce à 2 zones expérimentales : l'une au foyer historique où 4 MWth d'énergie sont disponibles grâce à 107 héliostats rénovés, et une nouvelle à plus petite échelle (150 kWth). L'accent est mis sur des procédés à plus hautes température que le système original pour obtenir de meilleur rendement de conversion thermodynamique : 700 voire 1 000 °C plutôt que 350 °C. Par exemple, le projet européen next-CSP (2016-2020) permet en 2018 les premiers tests d'une centrale hybride solaire/gaz utilisant des particules solides (une sorte de sable) comme fluide caloporteur pour collecter l'énergie solaire mais aussi pouvoir la stocker pendant plusieurs heures et s'affranchir des fluctuations météo ou être exploitée le soir voire la nuit, selon la demande du réseau. Cette énergie solaire est ensuite transmise à de l'air (700 °C) qui nourrit après une surchauffe avec un brûleur gaz (1 000 °C) une turbine entrainant un générateur électrique de 1,2 MW environ.

Centrale solaire Thémis
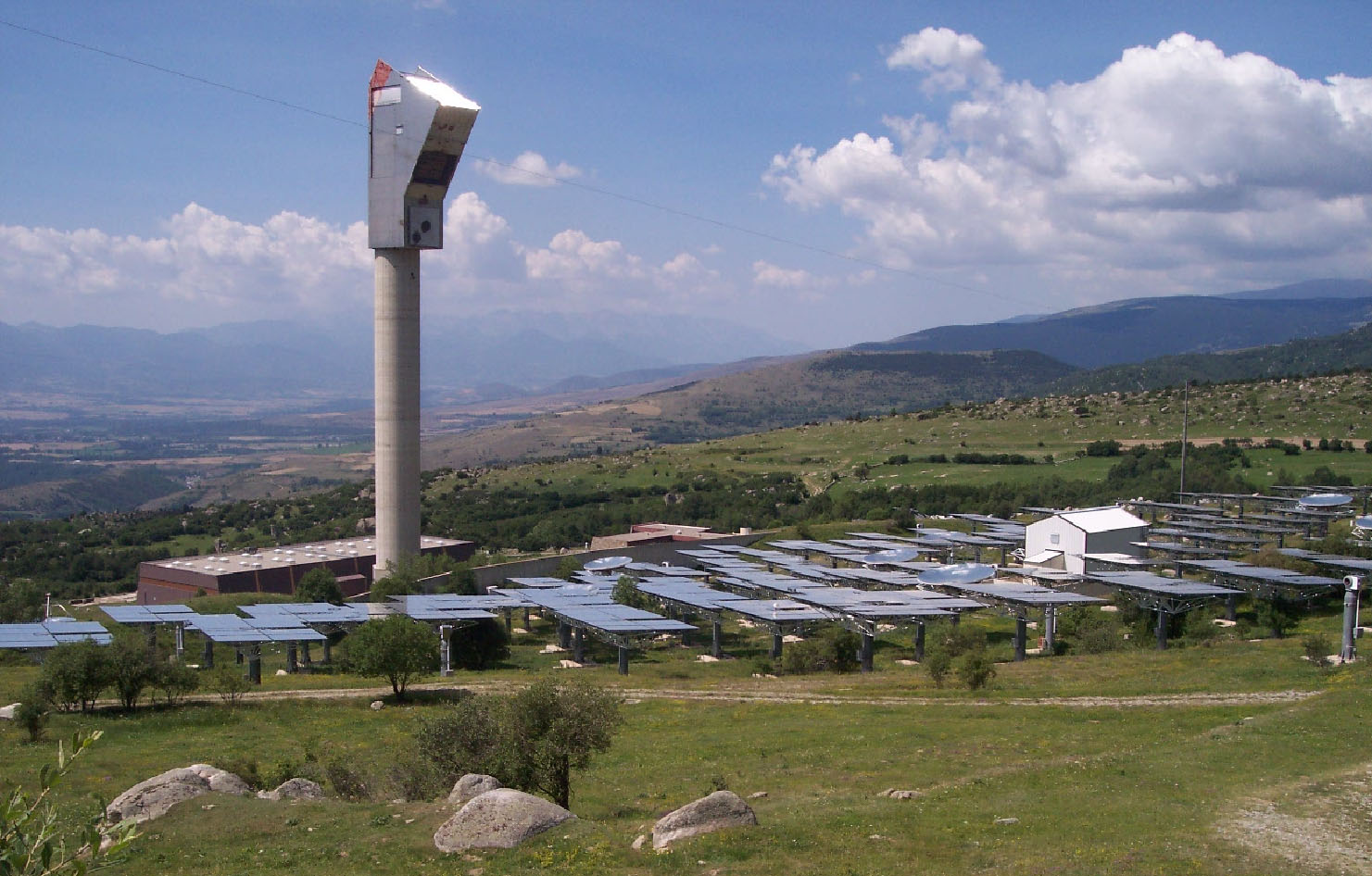
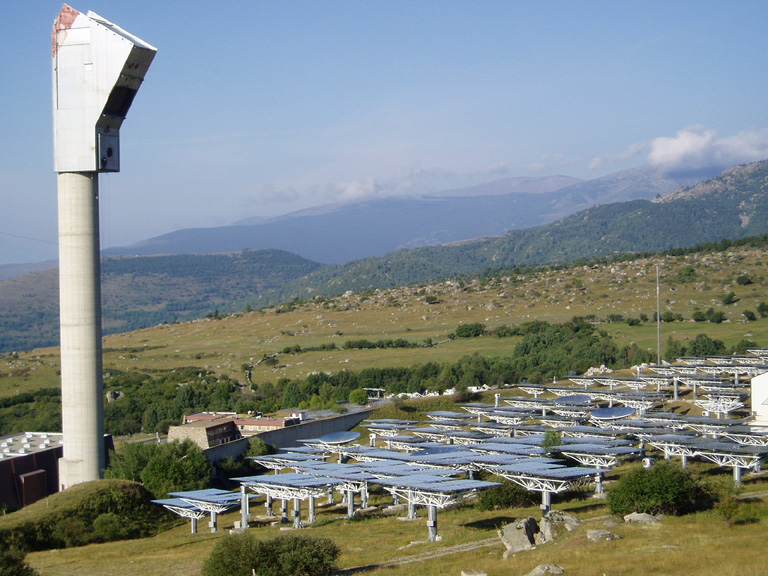
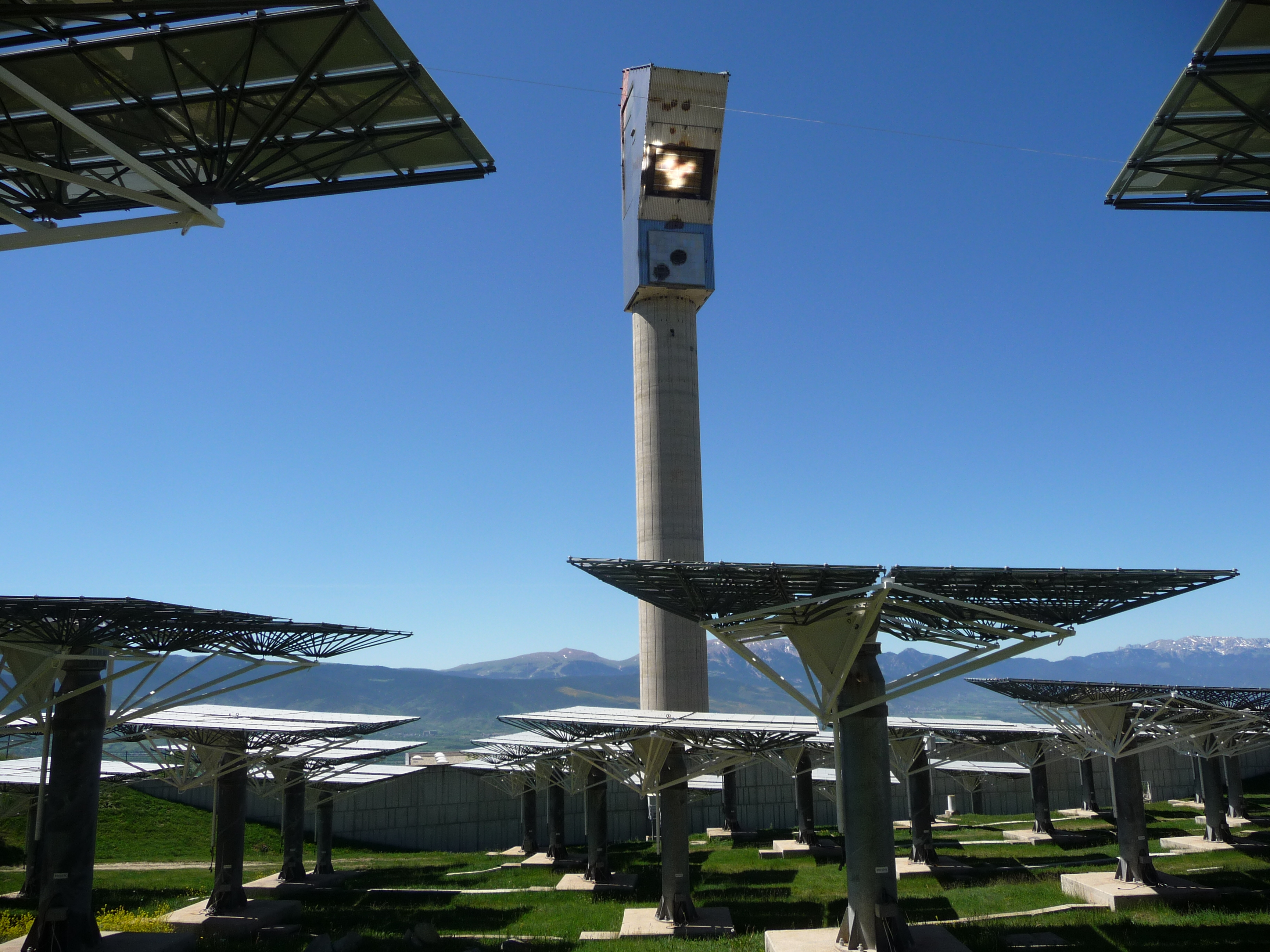
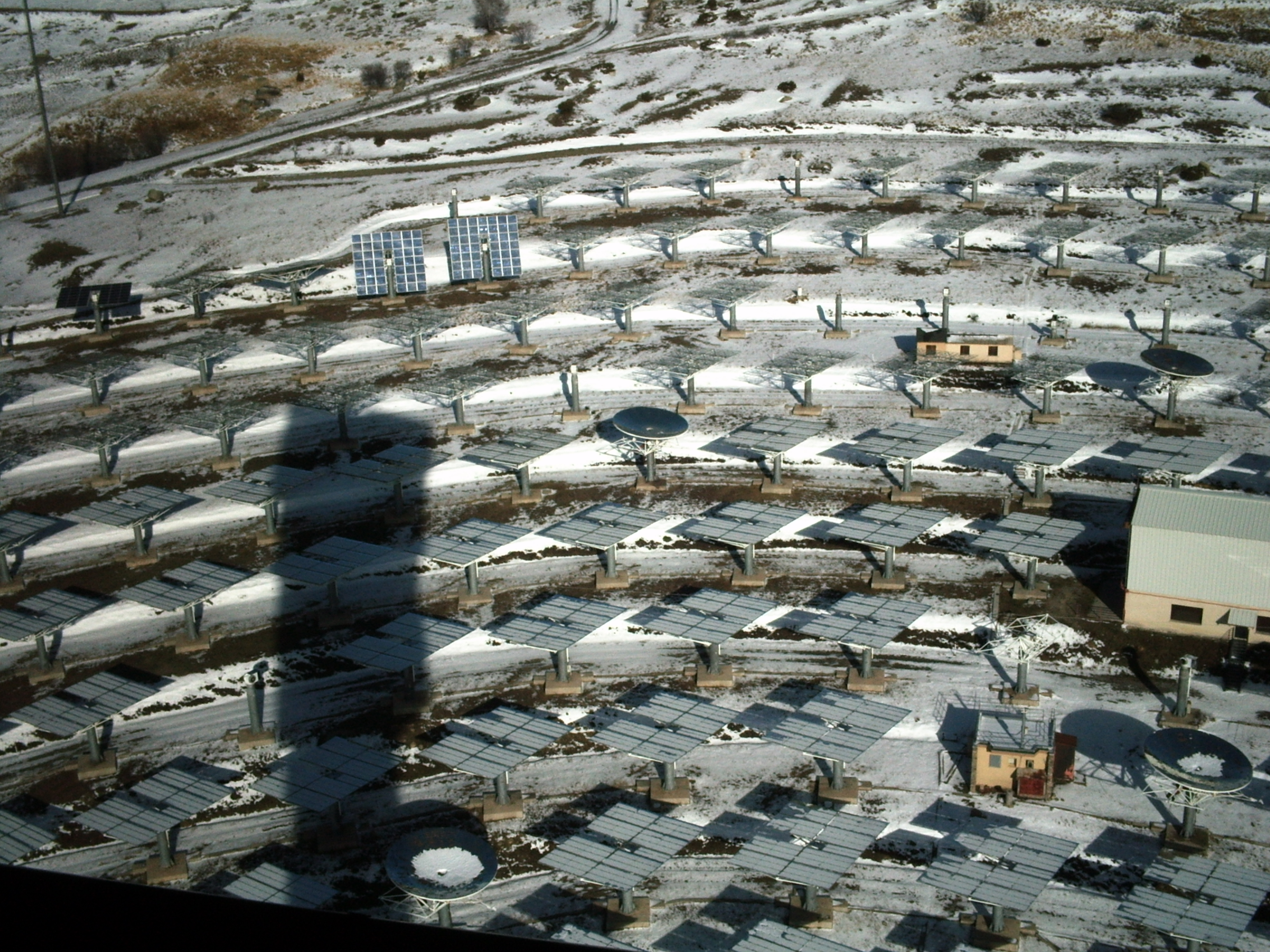
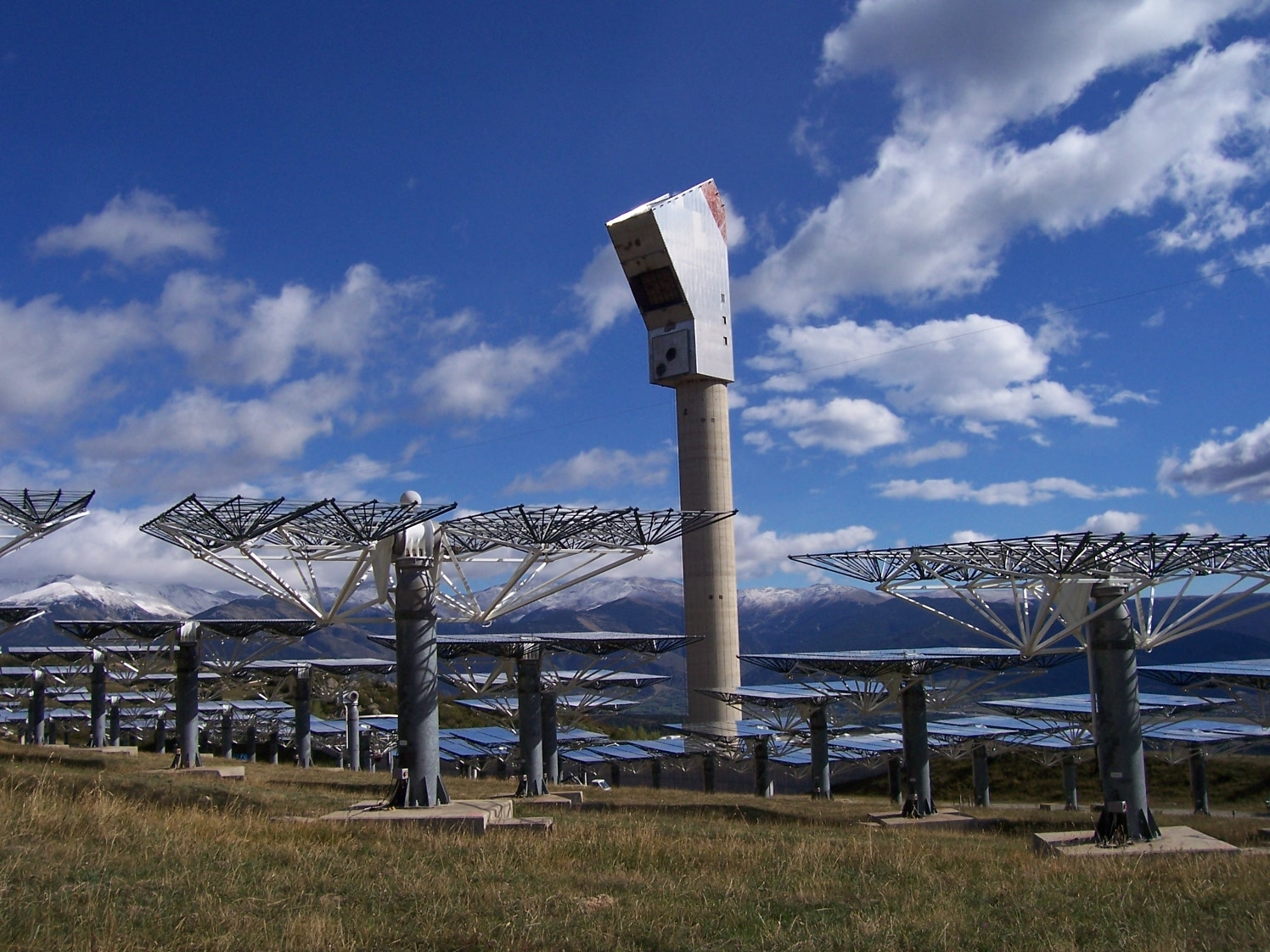
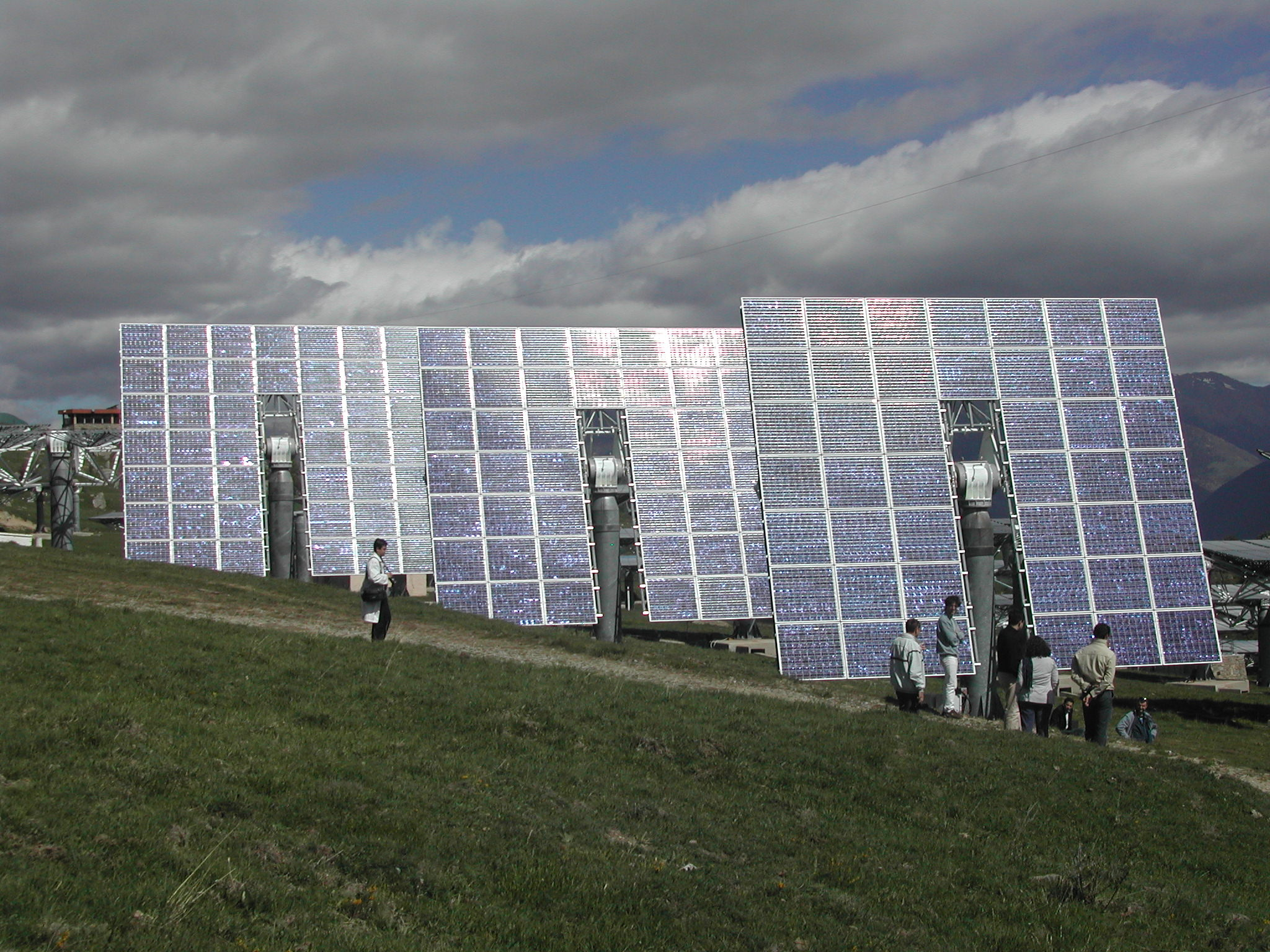

## Accueil des visiteurs à Thémis
Depuis 2014, elle ouvre ses portes aux visiteurs pendant certaines vacances scolaires, notamment celles d'été.
Le site propose un programme divers d'animations et d'expositions:
- Visite guidée du site
- Ateliers ludiques : maquettes "Didacsol", constructions solaires "Fablab"
- Salle de jeux
- 4 expositions sur le Soleil et les énergies
- Chemin du belvédère avec table d'orientation
- Projection de films documentaires